# Rencontre aérienne internationale de Los Angeles de 1910
Le Los Angeles International Air Meet (du 10 au 20 janvier 1910) fut l'un des premiers spectacles aéronautiques au monde et le premier grand spectacle aéronautique aux États-Unis. Il a eu lieu dans le comté de Los Angeles, en Californie, à Dominguez Field, au sud-ouest du Dominguez Rancho Adobe, aujourd'hui Rancho Dominguez, en Californie. La participation s'est élevée à environ 254 000 spectateurs sur les 11 jours de vente des billets. Le Los Angeles Times l'a qualifié de l'un des plus grands événements publics de l'histoire de l'Occident.

## Premiers spectacles aériens et préparatifs pour Los Angeles

### Los Angeles parmi les premiers salons aéronautiques
Bien qu'il soit bien documenté que Wilbur et Orville Wright ont effectué leur premier vol le 17 décembre 1903, le début des années 1900 a vu plusieurs affirmations concurrentes selon lesquelles ils auraient fabriqué le premier avion pratique. Les Wright ont déposé un brevet pour leur machine volante le 23 mars 1903 et le brevet numéro 821393 est daté du 22 mai 1906. Ils ont déplacé leurs vols au nord-est de Dayton vers un champ de 100 acres appelé Huffman Prairie et ont continué à développer leur avion. L'année 1908 a vu les premiers vols de démonstration médiatisés des Wright.
Le 8 août 1908, sur le circuit des Hunaudières, près du Mans, en France, les Wright ont fait taire les sceptiques européens. Dans une première démonstration d'une durée d'une minute 45 secondes seulement, les virages inclinés sans effort de Wilbur Wright et sa capacité à voler en cercle ont émerveillé et stupéfait les spectateurs, dont plusieurs pionniers de l'aviation française, parmi lesquels Louis Blériot.
Plusieurs spectacles aéronautiques mettant en vedette des compétitions, des constructeurs aéronautiques et des pilotes ont eu lieu en 1909, notamment à Francfort en Allemagne et à Reims en France. Le salon aéronautique de Francfort, qui a débuté en juillet 1909 (maintenant appelé Internationale Luft- und Raumfahrtausstellung (ILA) ), prétend être le premier salon de ce type au monde à plusieurs participants. La Grande semaine d'aviation de Reims a eu lieu en août 1909 et a attiré plus d'un demi-million de spectateurs. Peu de temps après le salon aéronautique de Reims, Charles Willard et A. Roy Knabenshue (en) décidèrent d'organiser le premier spectacle de ce type aux États-Unis, en ciblant l'hiver 1909-1910.

### Les préparatifs de Los Angeles

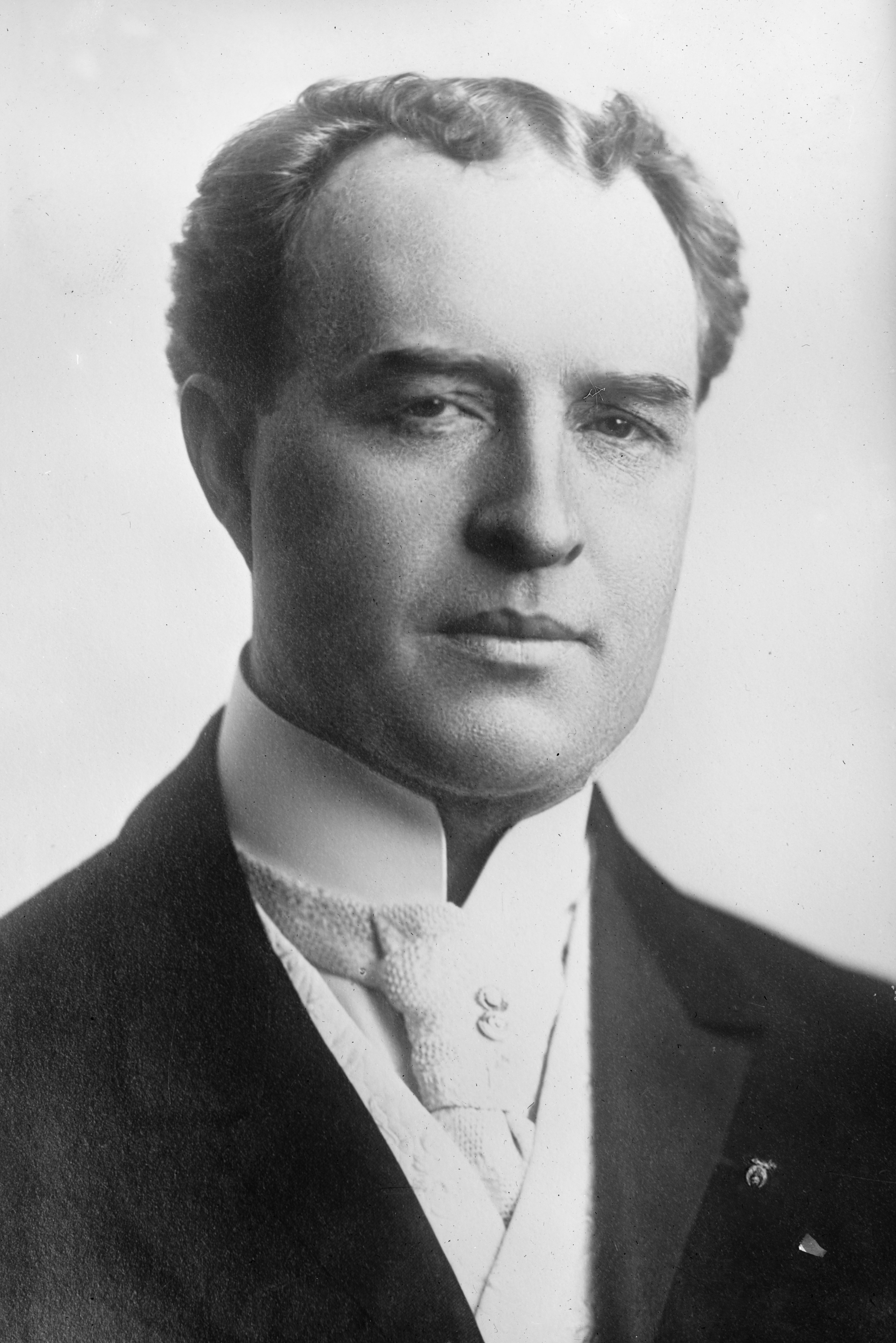
Le promoteur Dick Ferris

Knabenshue et Willard ont choisi la région de Los Angeles, en Californie, pour son climat hivernal favorable. Après avoir reçu une promesse de participation de Glenn Curtiss, Knabenshue a contacté le promoteur de Los Angeles, Dick Ferris, qui à son tour a mobilisé les entreprises locales et formé un comité d'organisation.
Un champ près du Santa Anita Park a été envisagé, mais des obstacles physiques tels que de grands arbres ont conduit les aviateurs à chercher ailleurs. En décembre 1909, ils sélectionnent Dominguez Field au sommet d'une petite colline qui avait été développée par Manuel Dominguez sur un terrain qui faisait autrefois partie du Rancho San Pedro, une des premières concessions foncières espagnoles.
Une fois le site finalisé, la promotion de la compétition a commencé et des tribunes d'une capacité comprise entre 50 000 et 60 000 spectateurs ont été érigées. Un camp d'aviateurs a également été construit à proximité. La plate-forme passagers de la gare locale Pacific Electric Railway a été agrandie pour accueillir les visiteurs du site rural, qui pourraient voyager depuis le centre-ville de Los Angeles.
Les organisateurs ont invité des pilotes de monoplans, biplans, ballons et dirigeables. Pour renforcer le caractère « international » de l'événement, l'aviateur français Louis Paulhan, notable du meeting de Reims de 1909, a été invité. Paulhan s'est vu garantir une petite somme d'argent pour l'encourager à y assister. Des prix en espèces ont été attribués pour des épreuves de compétition en altitude, vitesse et endurance.

## L'événement

### Participants

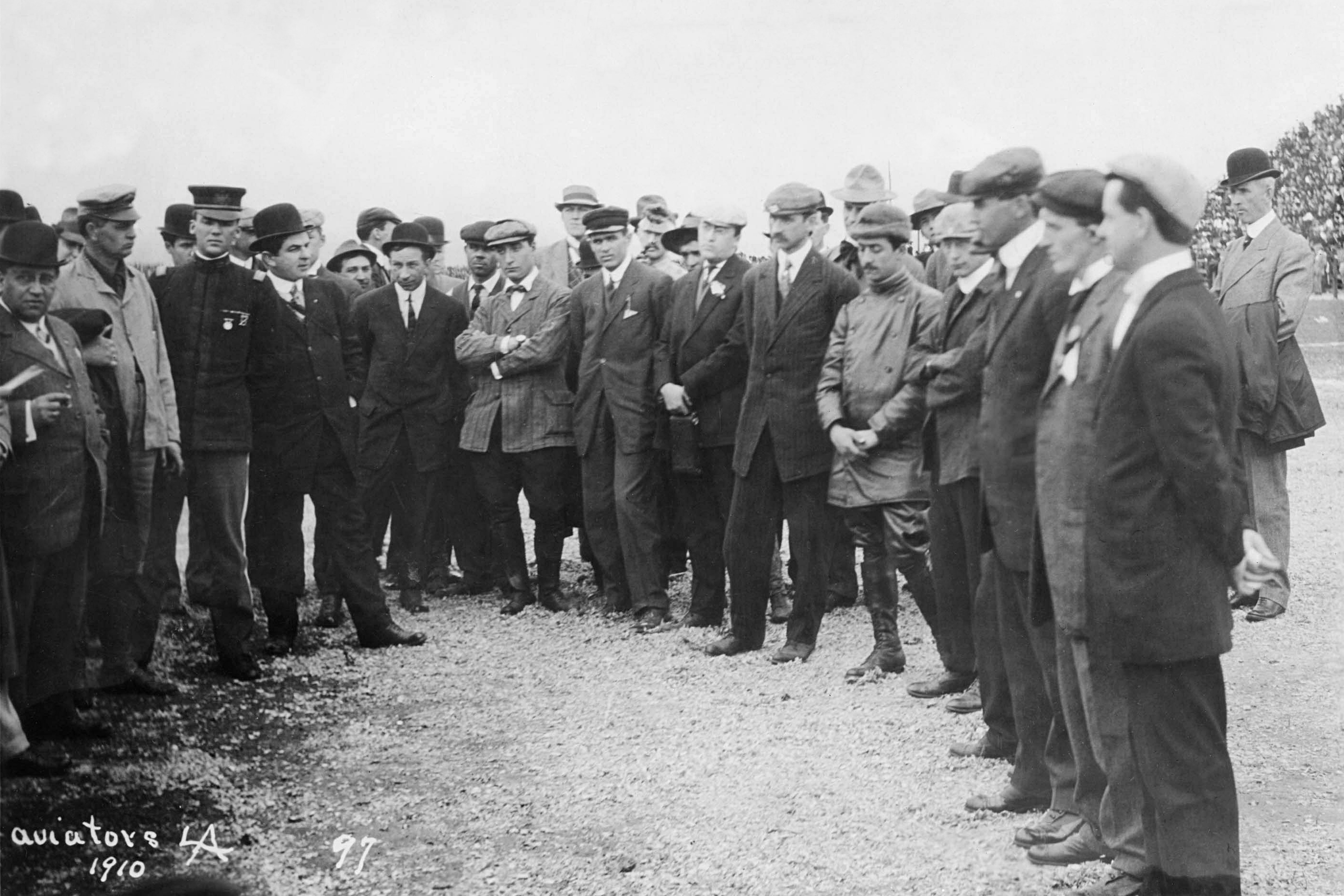
Les aviateurs qui ont participé aux événements. Glenn Curtiss et Louis Paulhan sont visibles sur le côté droit.

L'Air Meet de 1910 a attiré de nombreux aviateurs célèbres, dont la plupart étaient américains. Glenn Curtiss, pionnier de l'aviation américaine et fondateur de la Curtiss Aeroplane and Motor Company était le plus célèbre. Parmi les autres participants figuraient A. Roy Knabenshue (en), Charles Willard, Lincoln Beachey (en) et Charles K. Hamilton (en), Howard Warfield Gill et Clifford B. Harmon (en), dont beaucoup figurent parmi les Early Birds of Aviation (en). Parmi les aviateurs français présents à l'événement figuraient Louis Paulhan et Didier Masson.
Les frères Wright n'ont pas participé à l'événement, mais étaient présents avec leurs avocats pour tenter d'empêcher Paulhan et Curtiss de voler. Les Wright ont affirmé que les ailerons de leurs avions violaient des brevets. Malgré leurs allégations, Paulhan et Curtis ont quand même effectué des vols.
Paulhan a donné à William Randolph Hearst sa première expérience de vol. Cependant, William Boeing, qui avait été enthousiasmé par la nouvelle invention de l'avion, n'a pu monter à bord d'aucun avion lors de la rencontre aérienne : « Alors qu'il assistait au premier American Air Meet à Los Angeles, Boeing a demandé à presque tous les aviateurs de les accompagner, mais personne n'a dit oui, à l'exception de Louis Paulhan. Boeing a attendu trois jours, mais le 4ème jour, il a découvert que Paulhan avait déjà quitté la compétition. Il est possible que l'une des plus grandes occasions manquées dans la vie de Paulhan ait été de voyager avec Boeing ».
Dans le cadre des affaires de brevet plus importantes des frères Wright, les Wright ont en fait obtenu des dommages-intérêts devant les tribunaux américains pour les performances publiques de Paulhan ce jour-là.

#### Créations locales
Outre les aviateurs inscrits au programme de l'événement, de nombreux amateurs et inventeurs souhaitaient se faire un nom dans la nouvelle industrie aéronautique. Un prix de 1 500 $ pour une machine conçue et construite localement qui a volé avec succès a contribué à garantir une forte participation des inventeurs et des futurs aviateurs californiens. Certains d'entre eux étaient des copies proches ou des modifications de modèles déjà réussis, comme le monoplan Blériot ou le biplan Curtiss, mais certains étaient de véritables créations originales dans tous les sens du terme.

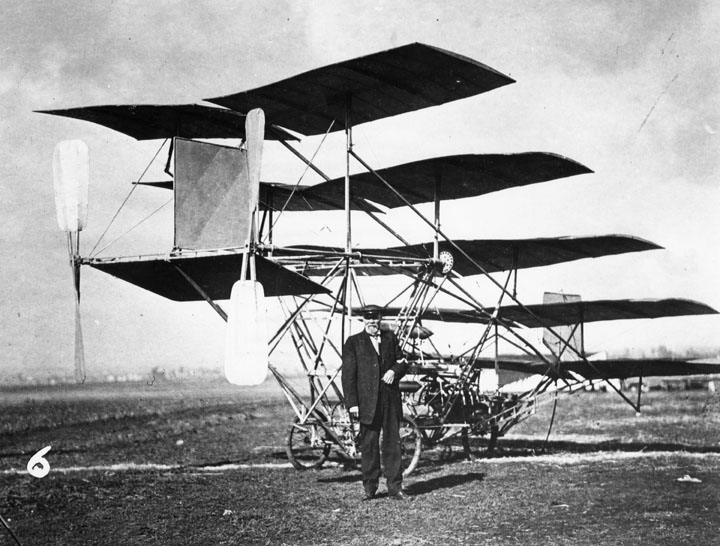
Le multiplan de Jerome Slough Zerbe

L'un des plus inhabituels était le « Multi-plan » de James Slough Zerbe, un résident de Los Angeles, une construction à cinq plans d'ailes séparés d'ailes attachés à un châssis élaboré. Malheureusement pour Zerbe, sa création a heurté un trou dans le champ et s'est effondrée au décollage, ruinant plusieurs ailes et rendant le vol impossible.
Zerbe était également responsable de la création d'un « double biplan » pour WJ Davis. Cet engin se composait de « quatre ponts de taille égale, disposés deux à l'avant et deux à l'arrière » et de deux hélices.
AE Mueller, un autre résident de Los Angeles, a créé un avion si grand pour l'époque qu'il a été surnommé « le monstre de Mueller » par le LA Times, qui a déclaré qu'il était de loin le plus gros avion existant L'avion mesurait soixante-quinze pieds de long sur cinquante pieds de large, avait un moteur pesant 600 livres (270 kg) pour 50 chevaux impériaux (37 kW) et pesait environ une tonne. Mueller pensait qu'en créant une machine aussi lourde, il serait en mesure d'éviter « la nécessité d'un équilibre délicat dans des courants de vent légers ».
JH Klassen, également de Los Angeles, a construit un autogire pour le concours, ainsi qu'un monoplan. Sa conception, décrite par le LA Times comme « tout à fait nouvelle », consistait en « deux avions circulaires de 12 pieds à l'avant et deux avions de 8 pieds à l'arrière ». Klassen espérait que le « mouvement gyroscopique des avions tournants » aiderait grandement à la stabilité de l'engin dans les airs.

#### Liste complète des participants
Avions
| Participant                          | From                       | Entry                            |
| ------------------------------------ | -------------------------- | -------------------------------- |
| Glenn Curtiss                        | Hammondsport, New York     | Curtiss Biplan                   |
| Louis Paulhan                        | Paris, France              | Farman Biplan & Bleriot Monoplan |
| Didier Masson                        | Paris, France              | Bleriot Monoplan                 |
| Charles E. Miscarol                  | Paris, France              | Bleriot Monoplan                 |
| Baroness de la Roche                 | Paris, France              | Bleriot Monoplan                 |
| Aero Nagivation Company              | Girard, Kansas             | Aeroplane                        |
| Clifford B. Harmon (en)              | New York City, New York    | Curtiss Biplan                   |
| Charles K. Hamilton (en)             | Hammondsport, New York     | Curtiss Biplan                   |
| H. P. Warner                         | Beloit, Wisconsin          | Curtiss Biplan                   |
| Pacific Aero Club                    | San Francisco, Californie  | Monoplan                         |
| Grant Fowler                         | Tucson, Arizona            | Triplane                         |
| Charles Borok                        | New York                   | Monoplan                         |
| Louis Bergdoll                       | Philadelphia, Pennsylvania | Bleriot Monoplan                 |
| Ralph Saunier                        | New York                   | Monoplan                         |
| Donald H. Gordon                     | Bostonia, Californie       | Aeroplane                        |
| J. W. Curzon                         | Cincinnati, Ohio           | Farman Biplan                    |
| Dana P. Goodwin                      | San Francisco, Californie  | Monoplan                         |
| San Diego Aero Manufacturing Company | San Diego, Californie      | Monoplan                         |
| W. M. Williams (en)                  | Douglas, Arizona           | Monoplan                         |
| A. Roy Knabenshue (en)               | Toledo, Ohio               | Aeroplane                        |
| Harry La Verne Twining               | Los Angeles, Californie    | Ornithoptère                     |
| J. C. Klassen                        | Los Angeles, Californie    | Gyroplan & Monoplan              |
| William Stephens                     | Los Angeles, Californie    | Monoplan                         |
| A. L. Smith (aviator)                | Los Angeles, Californie    | Biplan                           |
| A.J. Gonzales                        | Los Angeles, Californie    | Bowplane                         |
| James Slough Zerbe                   | Los Angeles, Californie    | Multiplane                       |
| H.L. Reimer                          | Los Angeles, Californie    | Ornithoptère                     |
| E.S. Smith                           | Tropico, Californie        | Monoplan                         |
| Pacific Aero Club                    | San Francisco, Californie  | Biplan                           |
| La Platt Brothers                    | Yuma, Arizona              | Ornithoptère                     |
| James A. Liston                      | San Diego, Californie      | Biplan                           |
| S. Y. Beach                          | New York                   | Monoplan                         |
| H.W. Gale                            | New York                   | Aeroplane                        |
| B.F. Roerig                          | San Diego, Californie      | Biplan                           |
| G.H. Loose                           | San Francisco, Californie  | Monoplan                         |
| Waldo Waterman (en)                  | San Diego, Californie      | Biplan                           |
| E.J. Campbell                        | Los Angeles, Californie    | Biplan                           |
| W.J. Davis                           | Los Angeles, Californie    | Double Biplan                    |
| D.J. Johnson                         | Los Angeles, Californie    | Avion                            |
| Richard Griffith Vere Mytton         | Los Angeles, Californie    | Biplan                           |
| Charles Skogland                     | Los Angeles, Californie    | Monoplan                         |
| Charles F. Willard                   | New York                   | Curtiss Biplan                   |
| Howard W. Gill (en)                  | Baltimore, Maryland        | Gill-dosh Biplan                 |

### Présence
On estime que 254 000 billets ont été vendus et que les recettes aux portes s'élevaient à environ 137 500 $. Pendant que la compétition se déroulait, les tramways se rendaient à Dominguez Fields toutes les 2 minutes depuis la station Pacific Electric de Los Angeles. La forte affluence, soit en moyenne plus de 20 000 spectateurs par jour, a permis de reverser 1,25 $ aux souscripteurs du fonds aéronautique pour chaque dollar avancé. Florence Leontine Lowe, 9 ans, plus tard connue sous le nom de Pancho Barnes, n'est probablement pas la seule future personne notable à voir le spectacle. Elle a été amenée par son grand-père, le pionnier de l'aviation Thaddeus SC Lowe. C’est ici qu’elle a eu l’idée de commencer sa propre carrière dans l’aviation. À la fin de l'événement, le bailleur de fonds a annoncé un bénéfice de 60 000 $ après avoir décaissé le prix.

### Événements compétitifs

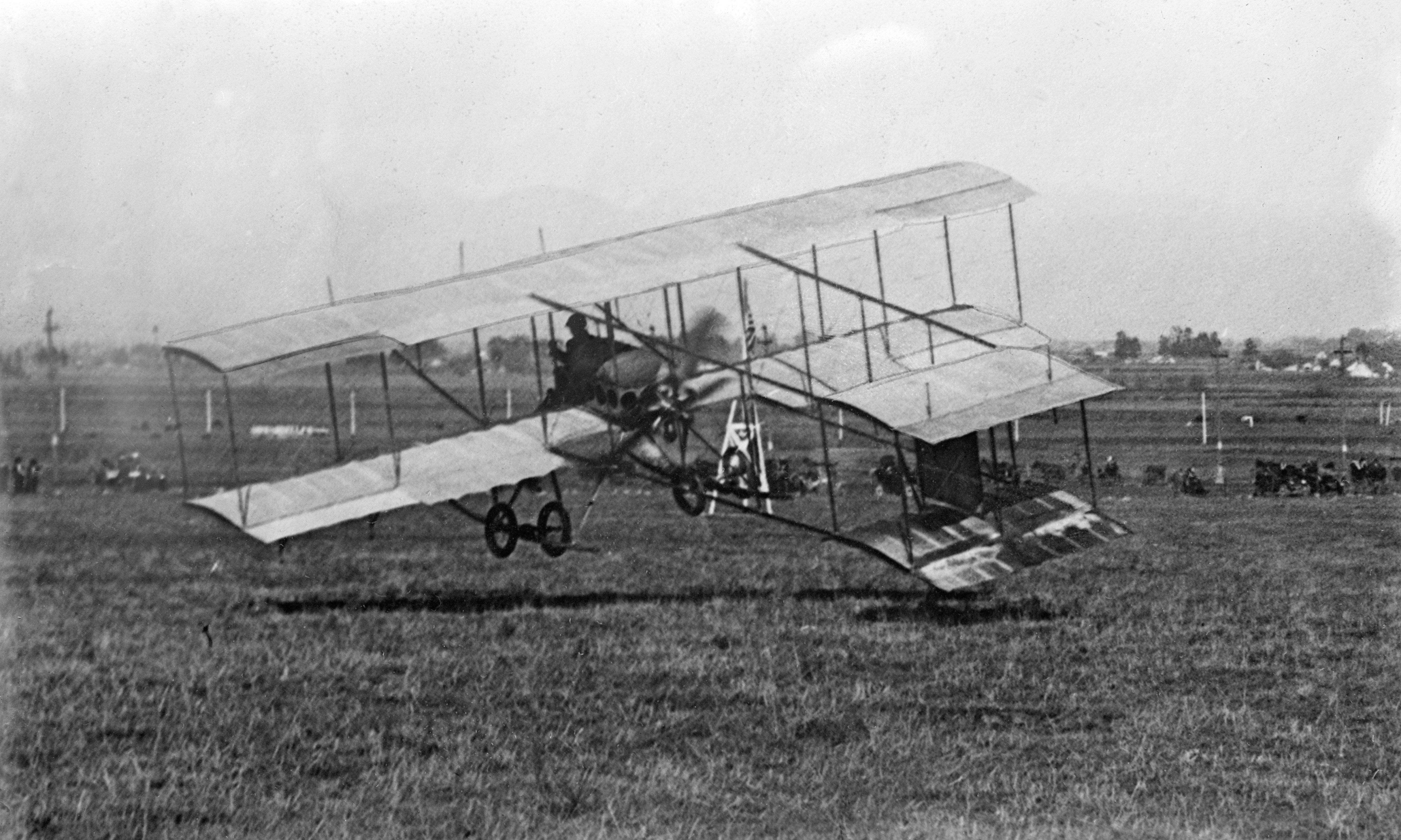
Paulhan Rising-Los Angeles. Louis Paulhan au décollage d'un biplan Farman III lors du rassemblement aérien international de Los Angeles en 1910 à Dominguez Field

Les aviateurs ont concouru pour les 75 000 $ de prix selon une procédure standard. Les aviateurs « informaient d'abord les juges pour quel prix ils étaient sur le point de concourir, puis volaient autour des 1,61 milles (2,6 km), toujours dans le sens inverse des aiguilles d'une montre. Les aviateurs ont été informés qu'ils ne devaient pas survoler la grande tribune ou tout autre endroit où une foule est rassemblée sans l'autorisation des juges. Les contrevenants à cette règle étaient sanctionnés.
Tous les vols ayant lieu entre 14 heures et le coucher du soleil comptaient pour l'attribution des prix. Les aviateurs étaient encouragés à voler autant de fois par jour que possible et à tenter autant de records que possible lors des épreuves de compétition. En effet, les concurrents qui n'effectuent pas un vol tous les jours entre 14 heures et 17 heures d'un tour complet du parcours en compétition pour les épreuves de vitesse ou d'endurance étaient pénalisés de cinq pour cent de leur meilleur temps pour le prix. Seul le meilleur temps était compté lors du jugement à la fin de la compétition.
Des compétitions et des événements de montgolfière ont également eu lieu à Huntington Park, dans la banlieue de Los Angeles, tout au long de la semaine. Ces événements comprenaient des tentatives pour atteindre un nouveau record d'altitude et des vols de passagers.

### Prix offerts
Les prix suivants ont été offerts lors de la compétition aérienne. Tous les prix sont indiqués en dollars américains de 1910.
- 10 000,00 $ pour la machine qui, transportant deux personnes ou plus, bat tous les records du monde de durée, d'altitude, de distance et de vitesse[18] ;
- 7 500,00 $ pour la machine réalisant la meilleure moyenne générale dans toutes les épreuves[18] ;
- 5 000,00 $ pour avoir établi un nouveau record de hauteur[18] ;
- 5 000,00 $ pour l'établissement d'un nouveau record d'endurance[18] ;
- 500,00 $ pour le circuit du plus petit diamètre[18] ;
- 500,00 $ pour le temps de décollage le plus court[18] ;
- 500,00 $ pour la distance de décollage la plus courte[18] ;
- 500,00 $ pour la plus grande capacité pendant le vol (moyenne générale)[18] ;
- 500,00 $ pour la glisse la plus longue avec le moteur arrêté[18] ;
- 500,00 $ pour la meilleure moyenne générale à l'atterrissage à un point donné[18] ;
- 1 500,00 $ pour tout avion conçu et construit par un résident de Californie, d'Arizona ou du Nevada et capable de parcourir cinq milles ou plus[18] ;
- 500,00 $ pour tout avion conçu et construit par un résident de Californie, d'Arizona ou du Nevada et capable de parcourir deux milles ou plus[18] ;
- 2 500 $ pour un avion qui pourrait planer (et non planer) sans autre puissance que celle de l'aviateur[18] ;
- 10 000,00 $ pour un vol dirigeable de Los Angeles à San Francisco[18] ;
- 5 000,00 $ pour un vol dirigeable sans escale avec plus de deux passagers de Los Angeles à San Diego et retour[18] ;
- 10 000,00 $ pour un vol en montgolfière vers la côte atlantique sans atterrissage[18] ;
- 5 000,00 $ pour le premier vol en montgolfière à l'est du fleuve Mississippi sans atterrissage[18] ;
- 2 500,00 $ pour avoir battu le record de longue distance du comte de la Vaux de 1 193 milles (1 919,9 km)[18] ;
- 2 500,00 $ pour le premier ballon à atterrir dans un rayon de cinq milles (8 km) de San Francisco[18].

### Les gagnants
Paulhan a dominé la compétition Dominguez, remportant 19 000 $ de prix en argent avec les réalisations suivantes :
- Nouveau record d'endurance en vol ; transportant un passager sur près de 110 miles (177 kilomètres) dans son biplan Farman III en 1 heure et 49 minutes[3].
- Nouvelle marque d'altitude d'environ 4 164 pieds (1 269 m)[3].

Il a également réalisé plusieurs exploits aériens au cours de la semaine et a transporté le 1er lieutenant de l'armée américaine Paul W. Beck dans les airs le 19 janvier pour l'un des premiers tests de largage aérien de bombes.
Glenn Curtiss a établi un nouveau record de vitesse aérienne d'environ 55 miles par heure (89 kilomètres par heure) et a remporté le prix du meilleur démarrage rapide. Au total, il a gagné environ 6 500 $.

## Monument historique
Le site de Dominguez Field est devenu un monument historique de Californie (no 718) le 2 décembre 1959. La plaque commémorative à proximité du site indique : À environ 800 mètres au sud-est de cet endroit, sur la colline Dominguez, dans le quartier historique de Rancho San Pedro, la première rencontre aérienne aux États-Unis a eu lieu du 10 au 20 janvier 1910. Par la suite, cette région est devenue l'un des principaux centres industriels aéronautiques au monde.

« About one half mile southeast of this spot, on Dominguez Hill in historic Rancho San Pedro, the first air meet in the United States was held during January 10–20, 1910. Subsequently, this area has evolved into one of the world's leading aviation-industrial centers. »

## Lectures complémentaires
- Dominguez Air Meet 1910 by D. D. Hatfield, Northrop University, 1976
- The 1910 Los Angeles International Air Meet by Kenneth E. Pauley, Arcadia Publications, 2009